# Michal Krmenčík
Michal Krmenčík (Kraslice, 15 marzo 1993) è un calciatore ceco, attaccante del Slovácko.

## Caratteristiche tecniche
Centravanti di ruolo, può giocare come esterno d'attacco su entrambe le fasce.

## Palmarès

### Club

#### Competizioni nazionali
- Český Superpohár: 2

Viktoria Plzeň: 2011, 2015
- Campionato ceco: 1

Viktoria Plzeň: 2015-2016
- Coppa di Grecia:

PAOK: 2020-2021